# Barclay Records
Barclay Records é uma editora discográfica francesa fundada por Eddie Barclay, cujo fundou também a editora Riviera por volta de 1950/51, juntamente com Edouard Ruault. É actualmente propriedade da Universal Music Group.
Distribui trabalhos de artistas como Dalida, Mireille Mathieu, Danielle Licari, Charles Aznavour, Noir Désir, Les Chaussettes Noires, Eddy Mitchell, Hugues Aufray, Henri Salvador, Jacques Brel, The Wild Magnolias, Leo Ferre, Fela Kuti e Jimi Hendrix. Sendo que promove trabalhos de artistas internacionais, como Rihanna e Lady Gaga.
Eddie Barclay trabalhou com Sid Vicious e McLaren no documentário Grande Swindle.